# Michael Alig
Michael Alig (* 29. April 1966 in South Bend, Indiana; † 25. Dezember 2020 in New York City, New York) war ein US-amerikanischer Partyveranstalter und Mörder.
Alig war Ende der 1980er und Anfang der 1990er Jahre einer der bekanntesten Partyveranstalter in der Clubszene von Manhattan. Seine Popularität innerhalb des New Yorker Underground lag insbesondere in seinen Disco 2000-Partys begründet, die bekannt waren für die kunstvolle Ausstaffierung der Gäste, trendsetzende Dance-Musik und beträchtlichen Drogenkonsum. Er und der engere Kreis seiner Gäste machten sich als Club Kids einen Namen, berüchtigt für ihre grellen, extravaganten und selbstbezogenen Possen.
Um seinen Namen bekannt zu machen, ging Alig sehr aggressiv vor. Die Ideen für seine Partys wurden immer ausgefallener. Unter anderem verlegte er eine Veranstaltung in einen nachts geöffneten Donut-Shop, eine weitere fand in einem abgeschlossenen Schiffscontainer statt, der auf der Ladefläche eines Lastwagens durch Manhattan fuhr.
Mit seinen Partys unterstützte Alig maßgeblich die Karrieren von DJ Keoki, Jennytalia, Freeze, Richie Rich und anderen Club Kids. Der Ruf, der die Club Kids umgab, wurde sogar von den Nachrichtensendungen und Talkshows US-amerikanischer Fernsehsender aufgenommen.
Unter dem Einfluss von Drogen und im Streit um eine offene Schuld ermordeten Alig und sein Freund Robert Riggs am 17. März 1996 Angel Melendez, einen Drogendealer und Club Kid. Im Dezember 1996 wurde Alig für diesen Mord zu einer langjährigen Haftstrafe verurteilt. Einer vorzeitigen Haftentlassung, wozu im Oktober 2006 und im Juli 2008 die Möglichkeit bestanden hatte, wurde nicht stattgegeben. Am 5. März 2014 wurde er nach siebzehnjähriger Haft entlassen.
Die Geschichte Aligs von seiner Zeit als Partyveranstalter bis zu seiner Festnahme wurde 1998 in dem Dokumentarfilm Party Monster: The Shockumentary dargestellt. Unter dem Titel Party Monster entstand 2003 unter der Regie von Fenton Bailey und Randy Barbato ein Spielfilm mit Macaulay Culkin in der Rolle des Michael Alig. Dem Film liegt der Roman Disco Bloodbath von James St. James, einem der Club Kids und engsten Vertrauten Aligs, zugrunde.